# Kseniya Makeyeva
Kseniya Vladimirovna Makeyeva (russo:  Ксения Владимировна Макеева; IPA: [ˈksʲenʲɪɪ̯ə mɐˈkʲe(ɪ̯)ɪvə]; Ufá, 19 de setembro de 1990) é uma handebolista profissional russa, medalhista olímpica.

## Carreira
Makeyeva conquistou a medalha de prata com a equipe do Comitê Olímpico Russo nos Jogos Olímpicos de Verão de 2020 em Tóquio, após confronto contra a Seleção Francesa de Handebol Feminino na final.